# BWF Grand Prix 2015
Der BWF Grand Prix 2015 war die neunte Auflage des BWF Grand Prix im Badminton. Er startete am 13. Januar 2015 mit dem Malaysia Open Grand Prix Gold und endete mit dem Mexico City Grand Prix am 20. Dezember 2015.

## Turnierplan
| Nr. | Offizieller Titel              | Austragungsort                           | Stadt               | Datum      | Datum      | Preisgeld US-Dollar |
| Nr. | Offizieller Titel              | Austragungsort                           | Stadt               | Start      | Ende       | Preisgeld US-Dollar |
| --- | ------------------------------ | ---------------------------------------- | ------------------- | ---------- | ---------- | ------------------- |
| 1   | Malaysia Open Grand Prix Gold  | Stadium Perpaduan Kuching                | Kuching             | 2015/1/13  | 2015/1/18  | $120,000            |
| 2   | India Open Grand Prix Gold     | Babu Banarasi Das Indoor Stadium         | Lucknow             | 2015/1/20  | 2015/1/25  | $120,000            |
| 3   | German Open                    | RWE Sporthalle                           | Mülheim an der Ruhr | 2015/2/24  | 2015/3/1   | $120,000            |
| 4   | Swiss Open                     | St. Jakobshalle                          | Basel               | 2015/3/10  | 2015/3/15  | $120,000            |
| 6   | China Masters                  | Olympic Sports Center Xincheng Gymnasium | Jiangsu             | 2015/4/14  | 2015/4/29  | $250,000            |
| 5   | New Zealand Open               | North Shore Events Centre                | Auckland            | 2015/4/28  | 2015/5/3   | $120,000            |
| 7   | US Open                        | Suffolk County Community College         | New York City       | 2015/6/16  | 2015/6/21  | $120,000            |
| 8   | Canada Open                    | Markin MacPhail Centre                   | Calgary             | 2015/6/22  | 2015/6/28  | $50,000             |
| 9   | Chinese Taipei Open            | Taipei Arena                             | Taipeh              | 2015/7/14  | 2015/7/19  | $200,000            |
| 10  | Russia Open                    | Sports Hall Olympic                      | Wladiwostok         | 2015/7/21  | 2015/7/26  | $50,000             |
| 11  | Vietnam Open                   | Tan Binh Sports Center                   | Ho-Chi-Minh-Stadt   | 2015/8/24  | 2015/8/30  | $50,000             |
| 12  | Chinese Taipei Grand Prix      | Xinzhuang Gymnasium                      | Taipeh              | 2015/9/22  | 2015/9/27  | $50,000             |
| 13  | Thailand Open                  | Nimibutr Stadium                         | Bangkok             | 2015/9/29  | 2015/10/4  | $120,000            |
| 14  | Dutch Open                     | Topsportcentrum Almere                   | Almere              | 2015/10/6  | 2015/10/11 | $50,000             |
| 15  | Bitburger Open                 | Saarlandhalle                            | Saarbrücken         | 2015/10/27 | 2015/11/1  | $120,000            |
| 16  | Korea Open Grand Prix          | Jeonju Indoor Stadium                    | Jeonju              | 2015/11/4  | 2015/11/9  | $120,000            |
| 17  | Scottish Open                  | Emirates Arena                           | Glasgow             | 2015/11/18 | 2015/11/22 | $50,000             |
| 18  | Brazil Grand Prix              | Comissão de Desporto da Aeronáutica      | Rio de Janeiro      | 2015/11/24 | 2015/11/29 | $50,000             |
| 19  | Macau Open                     | Tap Seac Multisport Pavilion             | Macau               | 2015/11/24 | 2015/11/29 | $120,000            |
| 20  | Indonesia Open Grand Prix Gold | Jakabaring Sport City                    | Palembang           | 2015/12/1  | 2015/12/6  | $120,000            |
| 21  | US Grand Prix                  | Orange County Badminton Club             | Orange              | 2015/12/7  | 2015/12/12 | $50,000             |
| 22  | Mexico City Grand Prix         | Centro Deportivo Chapultepec             | Mexiko-Stadt        | 2015/12/16 | 2015/12/20 | $50,000             |

## Sieger
| Veranstaltung          | Herreneinzel             | Dameneinzel       | Herrendoppel                                   | Damendoppel                                     | Mixed                                       |
| ---------------------- | ------------------------ | ----------------- | ---------------------------------------------- | ----------------------------------------------- | ------------------------------------------- |
| Malaysia Open          | Lee Hyun-il              | Nozomi Okuhara    | Kenta Kazuno Kazushi Yamada                    | Christinna Pedersen Kamilla Rytter Juhl         | Joachim Fischer Nielsen Christinna Pedersen |
| India Open             | Kashyap Parupalli        | Saina Nehwal      | Mathias Boe Carsten Mogensen                   | Amelia Alicia Anscelly Soong Fie Cho            | Ricky Widianto Richi Puspita Dili           |
| German Open            | Jan Ø. Jørgensen         | Sung Ji-hyun      | Mads Conrad-Petersen Mads Pieler Kolding       | Christinna Pedersen Kamilla Rytter Juhl         | Mads Pieler Kolding Kamilla Rytter Juhl     |
| Swiss Open             | Srikanth Kidambi         | Sun Yu            | Cai Yun Lu Kai                                 | Bao Yixin Tang Yuanting                         | Lu Kai Huang Yaqiong                        |
| China Masters          | Wang Zhengming           | He Bingjiao       | Li Junhui Liu Yuchen                           | Tang Jinhua Zhong Qianxin                       | Liu Cheng Bao Yixin                         |
| New Zealand Open       | Lee Hyun-il              | Saena Kawakami    | Huang Kaixiang Zheng Siwei                     | Xia Huan Zhong Qianxin                          | Zheng Siwei Chen Qingchen                   |
| US Open                | Lee Chong Wei            | Nozomi Okuhara    | Li Junhui Liu Yuchen                           | Yu Yang Zhong Qianxin                           | Huang Kaixiang Huang Dongping               |
| Canada Open            | Lee Chong Wei            | Michelle Li       | Li Junhui Liu Yuchen                           | Jwala Gutta Ashwini Ponnappa                    | Lee Chun Hei Chau Hoi Wah                   |
| Taipei Open            | Chen Long                | Wang Yihan        | Fu Haifeng Zhang Nan                           | Nitya Krishinda Maheswari Greysia Polii         | Ko Sung-hyun Kim Ha-na                      |
| Russia                 | Tommy Sugiarto           | Kristína Gavnholt | Vladimir Ivanov Ivan Sozonov                   | Gabriela Stoeva Stefani Stoeva                  | Chan Peng Soon Goh Liu Ying                 |
| Vietnam Open           | Tommy Sugiarto           | Saena Kawakami    | Li Junhui Liu Yuchen                           | Jongkolphan Kititharakul Rawinda Prajongjai     | Huang Kaixiang Huang Dongping               |
| Thailand Open          | Lee Hyun-il              | Sung Ji-hyun      | Wahyu Nayaka Ade Yusuf                         | Huang Dongping Li Yinhui                        | Choi Sol-gyu Eom Hye-won                    |
| Dutch Open             | Ajay Jayaram             | Kirsty Gilmour    | Koo Kien Keat Tan Boon Heong                   | Gabriela Stoeva Stefani Stoeva                  | Ronan Labar Émilie Lefel                    |
| Taipei Grand Prix      | Sony Dwi Kuncoro         | Lee Jang-mi       | Markus Fernaldi Gideon Kevin Sanjaya Sukamuljo | Anggia Shitta Awanda Ni Ketut Mahadewi Istarani | Ronald Alexander Melati Daeva Oktavianti    |
| Bitburger Open         | Ng Ka Long               | Akane Yamaguchi   | Mads Conrad-Petersen Mads Pieler Kolding       | Tang Yuanting Yu Yang                           | Robert Mateusiak Nadieżda Zięba             |
| Korea Masters          | Lee Dong-keun            | Sayaka Sato       | Kim Gi-jung Kim Sa-rang                        | Chang Ye-na Lee So-hee                          | Ko Sung-hyun Kim Ha-na                      |
| Scottish Open          | Hans-Kristian Vittinghus | Line Kjærsfeldt   | Michael Fuchs Johannes Schöttler               | Yuki Fukushima Sayaka Hirota                    | Vitaliy Durkin Nina Vislova                 |
| Brazil Open            | Lin Dan                  | Shen Yaying       | Huang Kaixiang Zheng Siwei                     | Chen Qingchen Jia Yifan                         | Zheng Siwei Chen Qingchen                   |
| Macau                  | Jeon Hyeok-jin           | P. V. Sindhu      | Ko Sung-hyun Shin Baek-cheol                   | Jung Kyung-eun Shin Seung-chan                  | Shin Baek-cheol Chae Yoo-jung               |
| Indonesia Masters      | Tommy Sugiarto           | He Bingjiao       | Berry Angriawan Rian Agung Saputro             | Tang Yuanting Yu Yang                           | Tontowi Ahmad Liliyana Natsir               |
| US Grand Prix          | Lee Hyun-il              | Pai Yu-po         | Goh V Shem Tan Wee Kiong                       | Jung Kyung-eun Shin Seung-chan                  | Choi Sol-gyu Eom Hye-won                    |
| Mexico City Grand Prix | Lee Dong-keun            | Sayaka Sato       | Manu Attri B. Sumeeth Reddy                    | Shizuka Matsuo Mami Naito                       | Chan Peng Soon Goh Liu Ying                 |